# Jon Lucas e Scott Moore
Jon Lucas (Summit, 29 ottobre 1975) e 
  Scott Moore (Honolulu, ...), sono due sceneggiatori statunitensi, noti per aver sceneggiato il film del 2009 Una notte da leoni, per il quale sono stati candidati nel 2010 al BAFTA per la migliore sceneggiatura originale e al Writers Guild of America Award.

## Filmografia

### Sceneggiatori
- Un allenatore in palla (The Rebound), regia di Steve Carr (2005)
- 14 anni vergine (Full of It), regia di Christian Charles (2007)
- Tutti insieme inevitabilmente (Four Christmases), regia di Seth Gordon (2008)
- La rivolta delle ex (Ghosts of Girlfriends Past), regia di Mark Waters (2009)
- Una notte da leoni (The Hangover), regia di Todd Phillips (2009)
- Le regole della truffa (Flypaper), regia di Rob Minkoff (2011)
- Cambio vita (The Change-Up), regia di David Dobkin (2011)
- Un compleanno da leoni (21 & Over), regia di Jon Lucas e Scott Moore (2013)
- Bad Moms - Mamme molto cattive (Bad Moms), regia di Jon Lucas e Scott Moore (2016)
- Bad Moms 2 - Mamme molto più cattive (A Bad Moms Christmas), regia di Jon Lucas e Scott Moore (2017)
- Jexi, regia di Jon Lucas e Scott Moore (2019)

#### Soggetto
- 14 anni vergine (Full of It), regia di Christian Charles (2007)
- La rivolta delle ex (Ghosts of Girlfriends Past), regia di Mark Waters (2009)
- Una notte da leoni (The Hangover), regia di Todd Phillips (2009)
- Una notte da leoni 2 (The Hangover Part II), regia di Todd Phillips (2011) – personaggi
- Le regole della truffa (Flypaper), regia di Rob Minkoff (2011)
- Cambio vita (The Change-Up), regia di David Dobkin (2011)
- Una notte da leoni 3 (The Hangover Part III), regia di Todd Phillips (2013) – personaggi
- Un compleanno da leoni (21 & Over), regia di Jon Lucas e Scott Moore (2013)
- Bad Moms - Mamme molto cattive (Bad Moms), regia di Jon Lucas e Scott Moore (2016)
- La festa prima delle feste (Office Christmas Party), regia di Will Speck e Josh Gordon (2016) – soggetto scritto con Timothy Dowling
- Bad Moms 2 - Mamme molto più cattive (A Bad Moms Christmas), regia di Jon Lucas e Scott Moore (2017)

### Registi
- Un compleanno da leoni (21 & Over) (2013)
- Bad Moms - Mamme molto cattive (Bad Moms) (2016)
- Bad Moms 2 - Mamme molto più cattive (A Bad Moms Christmas) (2017)
- Jexi (2019)